# Рената Мауер-Ружанська
Рена́та Малгожа́та Ма́уер-Ружа́нська (пол. Renata Małgorzata Mauer-Różańska; 23 квітня 1969, Насельськ, Польща) — польська спортсменка-стрілець з гвинтівки. Дворазова олімпійська чемпіонка у стрільбі з гвинтівки, Триразова призерка чемпіонатів світу зі стрільби.

## Біографія
Перші кроки у професійному спорті Рената Мауер почала робити у польському місті Вроцлав. У 1990 році на чемпіонаті світу зі стрільби у Москві Мауер виборола срібну медаль у змаганнях юніорів. У тому ж році Мауер потрапила у автомобільну аварію і їй довелося пройти довгу шестимісячну реабілітацію, щоб знову брати участь у змаганнях.
У 1992 році відбувся дебют польської спортсменки на літніх Олімпійських іграх. Мауер взяла участь у двох дисциплінах стрілецької програми. Результати виявилися не найкращими і Мауер не змогла вийти у фінал в жодній з дисциплін. У стрільбі з пневматичної гвинтівки з 10 метрів вона зайняла 17-е місце, а у стрільбі з 50 метрів з трьох положень стала 14-ю. У 1994 році на чемпіонаті світу у Мілані Мауер виборола бронзову медаль.
Літні Олімпійські ігри 1996 року стали найуспішнішими у кар'єрі Ренати. У змаганнях зі стрільби з пневматичної гвинтівки з 10 метрів Мауер змогла вийти у фінал з другим результатом, відстаючи від німкені Петри Хорнебер на 2 очки. Після дев'яти спроб фінального раунду Рената продовжувала йти на другому місці, скоротивши відставання від німкені до 1,7 балу. У останньому пострілі Хорнебер не змогла впоратися з емоціями й зірвала постріл, набравши лише 8,8 балу. Мауер у останній спробі змогла набрати 10,7 очки та випередила німкеню на 0,2 бали й стала олімпійською чемпіонкою. Лише через 4 дні польська спортсменка виборола ще одну медаль ігор, ставши бронзовою призеркою у змаганнях зі стрільби з трьох положень, хоча після кваліфікації Мауер йшла на першому місці, випереджаючи найближчу суперницю на 2 очки. У тому ж році Мауер було визнано найкращою спортсменкою року у Польщі. У 1998 році на чемпіонаті світу Барселоні Рената додала чергову медаль до своєї колекції, ставши срібним призером.
На Олімпійських іграх у Сіднеї у 2000 році Мауер не змогла захистити свій титул, здобутий чотири роки тому. У змаганнях зі стрільби з 10 метрів вона не змогла навіть потрапити до фіналу, посівши лише 15-е місце. Але без медалі ігор Мауер не залишилася. У змаганнях зі стрільби з гвинтівки з 50 метрів з трьох положень Рената чудово провела фінальний раунд, випередивши найближчу суперницю росіянку Тетяну Голдобіну на 3,5 бали. Таким чином Мауер стала дворазовою олімпійською чемпіонкою, наздогнавши за цим показником іншого відомого польського стрільця Юзефа Запендзького.
У 2004 році на літніх Олімпійських іграх у Афінах Мауер не змогла потрапити до фіналу в жодній з дисциплін в яких брала участь. У стрільбі з 10 метрів вона стала 9-ю, а у стрільбі з трьох положень 17-ю. На Олімпійські ігри у Пекіні 2008 року Мауер не пройшла відбір.

## Державні нагороди
- Орден Відродження Польщі (Лицарський Хрест)

Кавалер ордену Відродження Польщі — 1996
- Орден Відродження Польщі (Офіцерський Хрест)

Офіцер ордену Відродження Польщі — 2000